# Alberto João Jardim
Alberto João Cardoso Gonçalves Jardim, 4 februari 1943, Funchal, portugisisk politiker och mellan 1978 och 2015 president på Madeira.
Jardim var ledare på den autonoma ön Madeira från sitt makttillträde 1978 till 2015. Han är en kontroversiell politiker i Portugal.